# Brocket
Brocket è un centro abitato (city) degli Stati Uniti d'America, situato nella Contea di Ramsey nello Stato del Dakota del Nord. Nel censimento del 2000 la popolazione era di 65 abitanti. La città è stata fondata nel 1901.

## Geografia fisica
Secondo i rilevamenti dell'United States Census Bureau, la località di Brocket si estende su una superficie di 2,0 km², tutti occupati da terre.

## Popolazione
Secondo il censimento del 2000, a Brocket vivevano 65 persone, ed erano presenti 15 gruppi familiari. La densità di popolazione era di 32 ab./km². Nel territorio comunale si trovavano 35 unità edificate. Per quanto riguarda la composizione etnica degli abitanti, il 92,31% era bianco, l'1,54% proveniva dall'Asia e il 6,15% apparteneva a due o più razze.
Per quanto riguarda la suddivisione della popolazione in fasce d'età, il 33,8% era al di sotto dei 18, l'1,5% fra i 18 e i 24, il 27,7% fra i 25 e i 44, il 15,4% fra i 45 e i 64, mentre infine il 21,5% era al di sopra dei 65 anni di età. L'età media della popolazione era di 36 anni. Per ogni 100 donne residenti vivevano 116,7 maschi.